# Cat
cat — утиліта UNIX-подібних систем, яка здійснює операцію конкатенації вмісту вхідних аргументів  та виводить їх на стандартний вивід.
Приклад об'єднання файлів file1,file2 у file3 :
```
 
cat
 
file1
 
file2
 
>
 
file3

```

Операція на одному файлі може бути замінена оператором '<'.
Команда cat є в кожному UNIX-і. Версії можуть відрізнятися. У вигляди окремої програми входить у пакет GNU coreutils.
Уперше команда cat з'явилась у AT&T UNIX Версії 1.